# Fédération des îles Mariannes du Nord de football
La Fédération des Îles Mariannes du Nord de football (Northern Mariana Islands Football Association (en) NMIFA) est une association regroupant les clubs de football des Îles Mariannes du Nord et organisant les compétitions nationales et les matchs internationaux de la sélection des Îles Mariannes du Nord.
La fédération nationale des Îles Mariannes du Nord est fondée en 2005. Elle est affiliée à la Fédération de football d'Asie de l'Est depuis 2008 et est membre provisoire de l'AFC depuis 2009. La NMIFA reste un membre provisoire de l'AFC jusqu'au prochain congrès de la confédération, qui devrait ratifier l'entrée de la fédération comme membre permanent. Le 9 décembre 2020, la NMIFA devient un membre permanent de l'AFC.